# Circuit détecteur d'enveloppe
Pour les articles homonymes, voir détecteur.

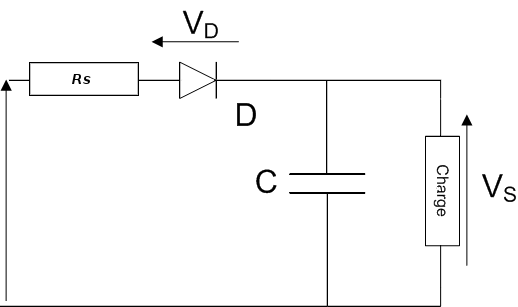
Schéma électrique de base du circuit de détection.

Un circuit détecteur d'enveloppe est un circuit électrique redresseur simple alternance, composé d'une diode et d'un condensateur en série.
Quand il sert, par exemple en radio, pour extraire le signal basse fréquence d'une fréquence porteuse modulée en amplitude, on l'appelle circuit de détection.
Dans les autres applications,
- quand le signal électrique d'entrée est suffisamment grand, ou qu'on utilise un amplificateur opérationnel pour linéariser la caractéristique de la diode dans le sens passant, la tension de sortie prend une valeur proche de la valeur de crête de la tension d'entrée. On désigne alors le circuit par l'expression détecteur de crête. Si on s'intéresse aux variations de cette valeur au cours du temps, on parle de circuit détecteur d'enveloppe.
- quand le signal d'entrée est inférieur au seuil de conduction de la diode, le même circuit donne en sortie une approximation de la valeur efficace du signal, et on l'appelle circuit de détection quadratique.

## Principe
Un circuit détecteur d'enveloppe est constitué d'une diode {\displaystyle D} en série reliée à une charge constituée d'un condensateur {\displaystyle C} et d'une résistance {\displaystyle R_{s}}.
Son signal d'entrée est une fréquence porteuse dont on veut extraire la modulation. C'est donc un courant alternatif, présentant une tension tantôt positive, tantôt négative.
Quand la tension d'entrée est positive, la diode conduit et le condensateur se charge. Quand la tension d'entrée est négative, la diode se bloque, le condensateur se décharge dans la charge. Comme la résistance présente dans le circuit lors de la charge de la capacité est faible, celle-ci est beaucoup plus rapide que la décharge dans la résistance. Si la constante de temps du circuit résistance-condensateur est correctement choisie, sa tension reste à peu près constante entre deux crêtes de la porteuse.
L'équation électrique du système est la suivante :
Quand la tension d'entrée est positive
en supposant une tension continue établie supérieure à la tension de seuil de la diode, le condensateur ne laisse passer aucun courant, et
{\displaystyle V_{s}=Ve-V_{diode}-R_{s}\cdot I=R_{charge}\cdot I=V_{e}{\frac {R_{charge}}{R_{s}+R_{charge}}}}, où I est le courant d'entrée, qui traverse aussi la charge ;
Supposant maintenant une variation de la tension d'entrée, la constante de temps du circuit s'obtient avec Rs et Rcharge en parallèle :
{\displaystyle \tau _{pos}={\frac {R_{s}*R_{charge}}{R_{s}+R_{charge}}}\cdot C}
Dans le cas idéal la tension de la diode serait nulle ainsi que la résistance de sortie et le condensateur se chargerait instantanément,.
Quand la tension d'entrée est négative
La diode étant polarisée en inverse équivaut à une coupure. Le condensateur se décharge dans la résistance de charge, avec une constante de temps
{\displaystyle \tau _{neg}=R_{charge}\cdot C}
Dans les deux cas, plus la constante de temps τ est grande, plus la tension de sortie est constante.
Il est tout à fait indifférent, du point de vue de la fonction du circuit, que la constante de temps soit obtenue par un circuit résistance série - condensateur parallèle ou un circuit résistance - bobine en série, ou tout autre, actif ou passif, de n'importe quel ordre.

### Démodulation

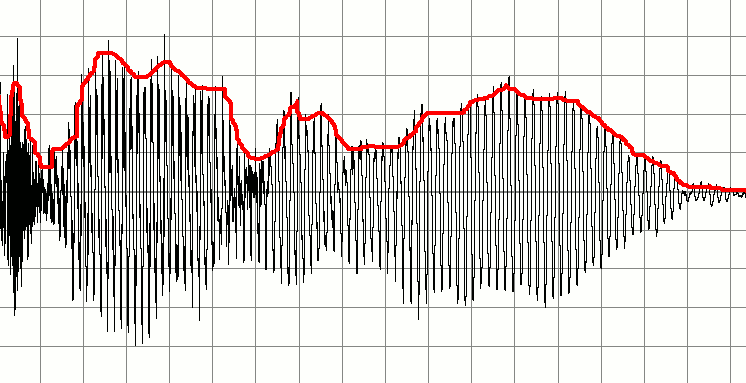
L'enveloppe du signal modulé est indiquée en rouge sur la courbe.

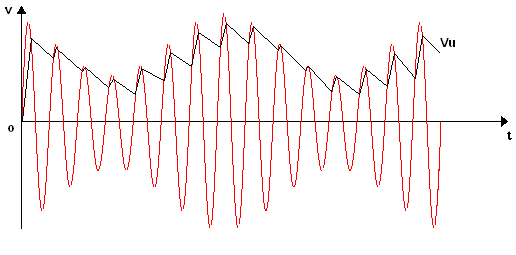
Le signal d'entrée est en rouge, le signal de sortie en noir. Ici la décharge de la capacité est prise en compte.

La modulation d'amplitude transforme un signal basse fréquence en signal haute fréquence afin d'en faciliter l'émission. L'information, c'est-à-dire le signal basse fréquence, forme l'enveloppe ou signal modulant, du signal haute fréquence qu'on appelle signal porteur. Mathématiquement :
{\displaystyle x(t)=(C+s(t))\cos(2\pi ft)\,}
où f est la fréquence porteuse, C son amplitude en l'absence de modulation et s(t) le signal à transmettre, ou modulation.
C + s(t) est l'enveloppe.
Dans la modulation de fréquence, l'enveloppe est constante. Cependant, de nombreux récepteurs FM la mesurent afin d'avoir une information sur la puissance du signal.
La constante de temps τ = RC doit permettre l'élimination de la fréquence porteuse, tout en n'affectant pas trop les fréquences supérieures du signal,. On peut proposer
{\displaystyle {\frac {T_{minmodulation}}{10}}>\tau >10\cdot T_{porteuse}}
où Tmin modulation est la période correspondant à la fréquence minimale du signal modulant et Tporteuse est celle de la porteuse (inverse de sa fréquence).
Cet idéal implique que la fréquence de la porteuse soit au moins cent fois la fréquence de la modulation. Cette condition n'est pas souvent remplie ; la diffusion radio en grandes ondes se fait entre 150 et 300 kHz pour des bandes passantes dont la borne supérieure atteint ou dépasse les 10 kHz. On détecte donc avec un résidu de porteuse, qu'on filtre ensuite, ou mieux, on utilise une détection hétérodyne avec une fréquence intermédiaire constante, qu'il est plus facile d'éliminer.
Un filtre passe-haut élimine la composante continue.
Associé uniquement à un circuit d'accord et un écouteur, un circuit de détection forme un poste à galène permettant d'écouter un signal de radiodiffusion pourvu qu'il soit suffisamment puissant.

## Schéma à amplificateur opérationnel

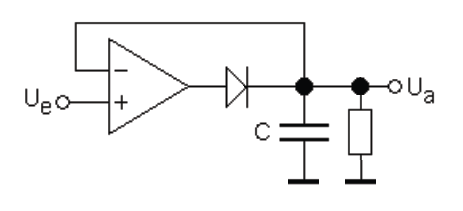
Circuit détecteur d'enveloppe à amplificateur opérationnel.

Un amplificateur opérationnel peut être ajouté au montage. Le circuit diode-RC est influencé par la caractéristique exponentielle de la diode, qu'on assimile souvent à une tension de seuil. La détection est faussée si les crêtes de la modulation s'approchent du zéro de la porteuse. En radio cela n'arrive pas, parce que les règlements limitent le niveau de modulation et qu'on utilise une fréquence intermédiaire, à une amplitude bien déterminée, pour la détection hétérodyne. Dans d'autres applications, la modulation peut atteindre les 100 %, et il faut utiliser un circuit actif pour la démodulation.
Si la crête de modulation approche de l'amplitude de la fréquence porteuse, la tension, à cet instant, va se trouver inférieure au seuil de conduction de la diode, et la modulation se trouve écrêtée en sortie.
L'amplificateur opérationnel bouclé sur lui-même compense la différence entre ses deux bornes d'entrée (+ et -). En anglais ce montage est dénommé peak detector.

### Détection double alternance
Quand le signal n'est pas symétrique, et qu'on veut en extraire la valeur de crête à crête, il faut redresser les deux alternances. Cela peut s'effectuer, soit par un circuit à diodes, soit par un circuit à amplificateurs opérationnels.

#### Crête à crête

Détection double alternance.

Un circuit de clamp (en) (cadre rouge dans le schéma) ajoute la tension nécessaire pour avoir un signal toujours positif : le circuit devient alors un doubleur de tension.
Lorsque la tension d'entrée est négative, le courant passe dans la diode Dc et charge le condensateur Cc. Quand la tension redevient positive, la diode est bloquée et le circuit de détection ajoute la valeur de la crête supérieure à celle de la crête inférieure restée dans Cc.

#### Valeur absolue maximale

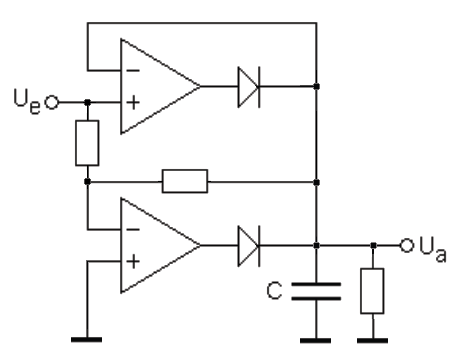
Détection d'amplitude de crête sans seuil.

Ce circuit détecte celle des crêtes la plus éloignée de zéro. Il peut servir pour vérifier que le signal ne dépasse pas les limites, positive ou négative, admises.
L'un des deux amplificateurs opérationnels est un détecteur sans seuil comme indiqué précédemment.
L'autre est monté en inverseur suiveur, avec la diode intercalée dans la sortie, et redresse sans seuil l'alternance négative.
Les deux sorties convergent sur le condensateur.

### Audio
En général, le signal audio n'est pas symétrique. Pour mesurer l'amplitude du signal de crête à crête en vue de vérifier qu'elle ne dépasse pas une valeur limite ou de l'empêcher de le faire, il faut utiliser un montage détecteur double alternance.
Dans le domaine musical, des détecteurs d'enveloppe peuvent servir dans des pédales d'effet, où le circuit détecteur d'enveloppe sert à régler le gain d'un amplificateur commandé en tension ((en) VCA) ou la fréquence de coupure d'un filtre. Dans ce cas, où l'on se préoccupe, non de l'intégrité du signal ou de sa distorsion, mais d'obtenir un son intéressant, on peut se dispenser de la détection double alternance. Les mêmes considérations peuvent s'appliquer, ou non, aux autres effets, plus perfectionnés, et aux filtres commandés en tension des synthétiseurs analogiques sont des circuits similaires.
Dans  d'autres circuits comme les compresseurs audio, il sert rarement, sauf dans les écrêteurs doux ((en) soft clippers) destinés à empêcher qu'un signal audio dépasse les limites admissibles avant un convertisseur analogique-numérique ou un émetteur de radio. La grandeur utile pour le contrôle de la dynamique est en effet la valeur efficace du signal, reliée à la puissance et au volume sonore perçu. On utilise le montage en détection quadratique double alternance.

## Détection quadratique
Pour obtenir une valeur de sortie proche de la valeur efficace au lieu de la valeur de crête, on utilise le même montage que pour un détecteur d'enveloppe, mais avec un signal d'entrée très inférieur à la tension de seuil de la diode.
Quand une tension directe V est appliquée à la diode, un courant d'intensité I la traverse, suivant une loi exponentielle:
{\displaystyle I=I_{s}\left(\mathrm {e} ^{\frac {qV}{KT}}-1\right)}
où Is est le courant de saturation, dépendant de la diode utilisée, q, la charge d'un électron (1,6 × 10−19 C), K, la Constante de Boltzmann (1,38 × 10−23 J degré−1) et T la température en kelvin.
Pour une tension {\displaystyle v_{0}={\frac {KT}{q}}}, soit environ 0,026 V à la température ambiante, vers 300 K, l'exposant de l'exponentielle est nul et I = Is. On peut écrire
{\displaystyle I=I_{s}\cdot \mathrm {e} ^{{\frac {V}{v_{0}}}-1}}
On peut développer l'exponentielle en série, et
{\displaystyle \mathrm {e} ^{\frac {V}{v_{0}}}\approx 1+{\frac {V}{v_{0}}}1+{\frac {V^{2}}{2v_{0}^{2}}}+{\frac {V^{3}}{6v_{0}^{3}}}+\cdots +{\frac {V^{n}}{n!\cdot v_{0}^{n}}}+\cdots }
Si on se donne comme objectif une précision de 1 %, et qu'on veuille négliger les termes au-delà de la puissance deux, il faut que l'intégrale de ces termes soit de moins de 0,01. On peut considérer que c'est le cas si V vaut moins de 0,2 × v0. Dans ces conditions, on a
{\displaystyle I=I_{s}\left({\frac {V}{v_{0}}}+{\frac {V^{2}}{2v_{0}^{2}}}\right)}
Le signal d'entrée peut se décomposer en une somme de sinusoïdes. Posons {\displaystyle V=E\cos(\omega t)}
{\displaystyle I=I_{s}\left({\frac {E\cos(\omega t)}{v_{0}}}+{\frac {(E^{2}\cos ^{2}(\omega t)}{2v_{0}^{2}}}\right)}
et comme {\displaystyle \cos ^{2}(\omega t)={\frac {1}{2}}\left(\cos(2\omega t)+1\right)},
{\displaystyle I=I_{s}\left({\frac {E^{2}}{4v_{0}^{2}}}+{\frac {E}{v_{0}}}\cos(\omega t)+{\frac {E^{2}}{4v_{0}^{2}}}\cos(2\omega t)\right)}
Le condensateur étant supposé court-circuiter les composantes alternatives dont on cherche à établir l'enveloppe, il reste
{\displaystyle I=I_{s}{\frac {E^{2}}{4v_{0}^{2}}}}
Sur une charge résistive, la tension de sortie sera donc raisonablement proportionnelle au carré de l'amplitude du signal alternatif d'entrée, c'est-à-dire proportionnel à la puissance de ce signal, tant que son amplitude ne dépasse pas environ 5 mV.
Avec un redressement double alternance par pont de diodes, il y a toujours deux diodes en série dans le circuit, et la valeur maximale de la tension alternative à l'entrée est doublée.
Ce principe est à la base du VU-mètre pour les mesures audio. Dans cet appareil, l'inertie du galvanomètre, bien définie par la norme, remplace le condensateur pour l'élimination des composantes alternatives.
Si on utilise un redresseur double alternance pour doubler la fréquence d'un signal d'entrée sinusoïdal, garder l'amplitude du signal dans les limites de la détection quadratique réduit dans de grandes proportions le niveau des harmoniques à filtrer.

## Signaux numériques
Pour les signaux numériques, la détection de l'enveloppe se résume à créer une variable valeur_enveloppe pour la valeur de sortie, et, pour chaque nouvel échantillon :
1. faire décroître valeur_enveloppe d'une proportion qui détermine la constante de temps de sortie ;
2. si la valeur de l'échantillon courant est supérieure à celle de valeur_enveloppe, elle remplace celle-ci.
3. Comme la fréquence maximale de l'enveloppe est largement inférieure, moins d'échantillons sont nécessaires pour la représenter. On ne renvoie la valeur enveloppe que de temps en temps.

La détection de la valeur efficace (détection quadratique) implique l'élévation au carré de la valeur de l'échantillon ; pour éviter ce calcul, on peut préalablement comparer l'ordre de grandeur de la valeur de sortie et celle du nouvel échantillon, qui est directement accessible lorsque les valeurs sont codées en virgule flottante. Le taux de décroissance de la valeur est le carré de celui de la valeur de crête.